# 内原野焼
内原野焼（うちはらのやき）は高知県安芸市で焼かれる陶器。1829年（文政12年）頃、内原野に初めて窯が開かれ、徳利、すり鉢などの日用品を中心に焼かれた。木灰やワラ灰を原料にした釉薬を使った温かみのある素朴な風合いが特徴である。昭和初期まで登り窯を使って大型の焼き物を作っていたが、生活様式の変化とともに需要が減少した。窯元が衰退する中、1965年（昭和40年）～1969年（昭和44年）にかけ、安芸市出身の京都市立美術大学（現・京都市立芸術大学）の初代学長・長崎太郎が卒業生3人を呼び寄せ、内原野焼の復興と発展を目指した。2020年時点で、野村窯、福留窯、原峰窯、陽和工房の４つの窯元が存在する。